# Microctenochira flavonotata
Microctenochira flavonotata  (лат.) — вид жуков щитоносок (Cassidini) из семейства листоедов.
Центральная и Южная Америка: Венесуэла, Колумбия, Коста-Рика, Гондурас, Никарагуа, Панама, Суринам, Тринидад.
Форма тела уплощённая. Растительноядный вид, питается растениями семейства астровые (Asteraceae: Wedelia trilobata ).